# Sigurd Hauso Haugen
Sigurd Hauso Haugen, född 17 juli 1997, är en norsk fotbollsspelare som spelar för Aalesund.

## Karriär
Den 29 maj 2020 värvades Haugen av Aalesunds FK, där han skrev på ett kontrakt fram till 2023.